# حسين جواد
حسين جواد برويز (ولد في 10 ديسمبر 1987) ناشط بحريني من أصل إيراني بارز في مجال حقوق الإنسان. رئيس ومؤسس المنظمة الأوروبية البحرينية لحقوق الإنسان. وهو أيضا أحد مؤسسي جمعية شباب البحرين لحقوق الإنسان وشغل منصب نائب الرئيس من 2004 إلى 2006. حسين منذ فترة طويلة مدافع عن التغيير السلمي والديمقراطي في البحرين وهو مؤيد نشط لحرية التعبير وحقوق الإنسان. كان عضوا في مركز البحرين لحقوق الإنسان منذ عام 2002.
حسين جواد على غرار العديد من زملائه الناشطين اعتقل نتيجة لعمله كمدافع عن حقوق الإنسان ولإبداء رأيه بحرية.
اعتقل حسين في غارة على منزله في 16 فبراير 2015. أتهم في محاكمته في 17 مارس ب«جمع وتلقي الأموال من الداخل والخارج من أجل دعم وتمويل جماعات تخريبية». نفى حسين التهم وقال للقاضي أنه تعرض للتعذيب عندما كان في عهدة مديرية التحقيقات الجنائية. في 19 مايو 2015 أطلقت المحكمة الجنائية الصغرى الرابعة سراحه بضمان مكان إقامته.

## الاعتقال والمحاكمة
في يوم الاثنين 16 فبراير في حوالي الساعة 1:30 داهم ملثمين شرطة يرتدون ملابس مدنية برفقة شرطة مكافحة الشغب المنزل الذي يعيش فيه حسين مع زوجته وابنه البالغ من العمر سنتين وألقت القبض عليه دون أي تفسيرات.
في 18 فبراير نقل حسين إلى النيابة العامة دون إبلاغ محاميه أو عائلته. أمرت النيابة العامة بالإفراج عن حسين في انتظار المحاكمة بتهمة «التجمهر غير المشروع» و«أعمال الشغب». ومع ذلك لم يطلق سراحه ولكن أخذ مرة أخرى إلى إدارة البحث الجنائي للاعتراف أمام حالة جديدة وغيرها من التهم.
اعترف حسين بعدد من التهم لدى مثوله أمام النيابة العامة مرة أخرى في 21 فبراير. في 23 فبراير قال للنيابة العامة بأنه قد تعرض للتعذيب في إدارة البحث الجنائي بما في ذلك الضرب والحرمان من النوم والإجبار على الوقوف لفترة طويلة في غرفة باردة والإهانة والإذلال والتهديد بالاغتصاب والعنف الجنسي وأجبر على الاعتراف. تم استجوابه من قبل وحدة التحقيق الخاصة وهي الهيئة المكلفة بالتحقيق وتم تقديمه إلى المحكمة في مزاعم التعذيب وغيره من انتهاكات من قبل قوات الأمن وقال لهم أنه تعرض للتعذيب وهدد بمزيد من التعذيب إذا سحب اعترافه. لا توجد أي معلومات عن نتائج التحقيق في مزاعم تعذيب حسين حتى الآن.
أتهم حسين في 17 مارس أمام المحكمة الجنائية الصغرى في المنامة عاصمة البحرين بتهمة «جمع وتلقي الأموال من الداخل والخارج دون ترخيص». حوكم مع شخصين آخرين في نفس القضية أحدهما هو النائب الكويتي عبدالحميد دشتي. نفى حسين الاتهامات وقال للقاضي أنه تعرض للتعذيب عندما كان في عهدة إدارة البحث الجنائي. في 19 مايو 2015 تم الإفراج عنه وتأجلت قضيته إلى 29 مايو و7 نوفمبر.

## ردود الفعل الدولية
قال جورج أوزبورن وزير خارجية المملكة المتحدة في رد مكتوب في مارس 2015 على سؤال من جيريمي كوربين عضو برلمان المملكة المتحدة أن الحكومة تتابع عن كثب قضية حسين وأن المملكة المتحدة أثارت مخاوف إزاء هذه القضية. قال أيضا أن السفارة البريطانية في البحرين أثارت مزاعم عن سوء معاملة حسين مع أمين المظالم في وزارة الداخلية وقد حضر مسؤولون في السفارة محاكمة حسين.
في 13 فبراير 2015 قالت جينيفر بساكي المتحدثة الرسمية باسم وزارة الخارجية الأمريكية في المؤتمر الصحفي اليومي أن الولايات المتحدة تتابع عن كثب قضية حسين والاستمرار في جمع المزيد من المعلومات. وقالت عند الإجابة على أحد الأسئلة: «نحن لا نخطط لمراقبة محاكمته كما أننا كثيرا ما نلاحظ جلسات استماع علنية في البحرين وغيرها من الدول».

## اللجوء في المملكة المتحدة
تعرض حسين الناشط في مجال حقوق الإنسان لمضايقات سابقا من قبل السلطات البحرينية. آخر المضايقات كانت اعتقاله في نوفمبر 2013 عندما ذهب لتقديم شكوى ضد الحكومة بدعوى أنها تقوم بالتشهير به في الصحف المحلية. كان قد اعتقل على الفور في مركز شرطة المحافظة الوسطى واقتيد إلى سجن الحوض الجاف حيث قضى 47 يوم. جاء اعتقاله عقب كلمة ألقاها يدعو إلى النضال السلمي والديمقراطية. خلال سجنه تمكن من رصد وتوثيق العديد من الحالات والانتهاكات ضد المعتقلين وهو ما كشف عنه عقب الإفراج عنه في يناير 2014 بكفالة في انتظار المحاكمة.
في سبيل البحث عن مستقبل أفضل قرر حسين مغادرة البحرين واللجوء إلى المملكة المتحدة حيث يمكنه ممارسة وظيفته بأمان. كان في استقباله مسئولو التأشيرات والهجرة في مطار هيثرو واقتيد إلى سجن الأمن المتوسط للمهاجرين غير الشرعيين. وضعت قضيته في برنامج المحتجزين الخاص والمصمم للحالات غير المصحوبة بمضاعفات التي من شأنها في نهاية المطاف أن يعودوا إلى بلدانهم الأصلية على الرغم من الحالة القوية له للحصول على اللجوء.
بعدما قررت وزارة الداخلية في المملكة المتحدة تجاهل طلبه قرر حسين العودة إلى البحرين ومواصلة كفاحه من أجل حقوق الإنسان على أرض الواقع. غادر المملكة المتحدة في 28 أغسطس 2014.

## العائلة
والد حسين هو أحد نشطاء حقوق الإنسان المستقلين وضحية التعذيب الشهير محمد حسن جواد برويز. قام بحملة للمطالبة بحقوق الإنسان نيابة عن المعتقلين والسجناء.
برويز الأب البالغ من العمر 67 سنة كان مسجونا في سجن جو منذ مارس 2011. وقد حكم عليه بالسجن لمدة 15 عاما في السجن بتهمة «التآمر لقلب نظام الحكم والتعاون مع منظمة إرهابية». كان من بين ثلاثة عشر من زعماء المعارضة البحرينية ونشطاء حقوق الإنسان ومدونين ورجال دين شيعة اعتقلوا في الفترة بين 17 مارس و9 أبريل 2011 في اتصال مع دورهم في الاحتجاجات وهي المجموعة المعروفة عالميا باسم «البحرين ثلاثة عشر».